# هندبال در المپیک تابستانی ۱۹۹۶
هندبال در بازی‌های المپیک تابستانی ۱۹۹۶ نام رویداد ورزش هندبال در بازی‌های المپیک تابستانی بود که در سال ۱۹۹۶ برگزار شد.